# Galerie Vorsetzen
Die Galerie Vorsetzen war eine Künstlerkooperative in Hamburg, die von 1986 bis 1996 bestand.

## Geschichte
1986 gründeten fünf Hamburger Künstler (Adam Jankowski, KP Brehmer, Anna Oppermann, Dagmar Fedderke, Constantin Hahm) sowie Herbert Hossmann und Gesine Petersen die Künstlerkooperative, zunächst als Selbsthilfegalerie, Ab 1990 wurde die Galerie von Gesine Petersen geleitet. Galerie Vorsetzen (benannt nach der Adresse am Elbkai Vorsetzen 53). Die Künstler investierten 50.000 D-Mark in die Einrichtung von Arbeitsräumen in einem alten Gewerbehaus, das auch von Seeleuten genutzt wurde. Vorsatz Eins, die erste Ausstellung vom 22. November 1986 bis zum 3. Januar 1987 zeigte Werke von Joseph Beuys, KP Brehmer, Miriam Cahn, Dagmar Fedderke, Robert Filliou, Jochen Gerz, Roland Goeschl, Constantin Hahm, Adam Jankowski, Arthur Köpcke, Robert Lettner, Olaf Metzel, Angelika Oehms, Anna Oppermann, Wolfgang Oppermann, C. O. Paeffgen und Gerd Rohling.
Als bereits ein Jahr später sich das Gebäude zum Forum zeitgenössischer Kunst entwickelt hatte und wirtschaftlich erfolgreich war, veräußerte die Stadt das Gebäude an einen Immobilieninvestor, der den Mietern umgehend kündigte, um es saniert an Greenpeace zu vermieten. Auch die letzten Ausstellungen im Dezember 1987 wurden von großer medialer Aufmerksamkeit begleitet. Die Zeit beschrieb die Situation wie folgt: Jetzt ist die Galerie Vorsetzen torpediert [...] Die Stadt taugt auch ganz allein zum Wintermärchen.
Die Galerie zog in neue Räumlichkeiten in die Seilerstraße, wo vom 28. Mai bis 16. Juli 1988 die zweite große Ausstellung unter dem Namen Vorsatz 2 stattfand. Beteiligt waren Gao Zi Cheng, Ottmar Hörl, Magdalena Jetelová, Marie Jo Lafontaine, Wolfgang Lucy, Clemens Mitscher, Ernst Mitzka, Bjørn Nørgaard, C. O. Paeffgen. Henning Christiansen und Phil Corner brachten eine Musikperformance. Der große Lichtschacht, mit 18 Meter Höhe eine künstlerische Herausforderung, wurde zuerst von Claudia Rahayel mit einer Lichtschachtinstallation bespielt. Lichtschachtinstallationen wurden fester Bestandteil der nachfolgenden Ausstellungen, z. B. von Franka Hörnschemeyer, die dort das Kunstwerk Trockenbau. Durch 100 × 3,3 installierte.
1988 wurde die Ausstellung Gao Zicheng - Wu Shanzhuan - Schröder: 3 x China gezeigt, welche anschließend vom 12. November bis zum 4. Dezember 1988 in der Stadtgalerie Saarbrücken gezeigt wurde. Oswald Oberhuber stellte mit Objektmöbel, Entwürfe, Zeichnungen (1989) und Malerei (1992) zwei Mal in der Galerie Vorsetzen aus. 1989 nahm Mariola Brillowska an der Gruppenausstellung Synthetische Bilderwelten teil, zu der auch ein Katalog erschien. Ab 1995 war Vorsetzen auch auf der ART Cologne vertreten.
In den Räumen der ehemaligen Galerie befindet sich seit 1996 das Atelier von Adam Jankowski, an die einstige Galerie erinnert das Schild an der Tür.
2015 fand in dem ersten ehemaligen Gebäude der Galerie Vorsetzen am Hamburger Hafen (Vorsetzen 51), organisiert vom Drawing Room Hamburg und der Galerie Karin Günther, eine Ausstellung mit Werken von KP Brehmer statt. Vor einer weiteren Sanierung des Hauses erinnerte die Ausstellung an die wichtige Funktion der Galerie Vorsetzen und an das Werk ihres Mitbegründers KP Brehmer.

## Kataloge
- 3 x China: Gao Zicheng – Wu Shanzhuan – Schröder – China-Wochen Hamburg '88. Hamburg 1988.
- Synthetische Bildwelten. Galerie Vorsetzen, Hamburg 1989.
- Robert Lettner: Bildwelten 1968 – 93. Galerie Vorsetzen, Hamburg 1993.
- Adam Jankowski: Seestücke, Seerosen, Sourcen und Ressourcen. Galerie Vorsetzen, Hamburg 1994

## Ausstellungen
1986
- VORSATZ 1: Joseph Beuys - KP Brehmer - Miriam Cahn - Dagmar Fedderke - Robert Filliou - Jochen Gerz - Roland Goeschl - Constantin Hahm - Adam Jankowski - Arthur Köpcke - Robert Lettner - Olaf Metzel - Angelika Oehms - Anna Oppermann - Wolfgang Oppermann - C.O. Paeffgen - Gerd Rohling.

1987
- KP Brehmer
- Dagmar Fedderke
- Musikperformance Georgia Hoppe & Peter-Niklas Wilson.
- Zwischenspiel 1: Oliver Böhm - Hilke Czeloth - Florance Gilleron - Hans Schümann - Christian Terstegge
- Eberhard Blum / Carles Santos : Voice & Piano
- Künstler - Schallplatten - Gelbe Musik Berlin / Stephan von Huene : Klangskulptur
- Miriam Cahn: Lesen im Staub
- Adam Jankowski: Fremde Feuer
- Constantin Hahm
- Accrochage: Miriam Cahn - Henning Christiansen - Florance Gilleron - Roland Goeschl - Nicolaus Lang - Rober Lettner - Rainer Mang - Klaus Mettig - C.O. Paeffgen - D.G. Reisz - Fritz Schwegler - Katharina Sieverding
- Zwischenspiel 2: Ute Ihlenfeldt - Karin Puck - Gabriele Regiert - Anne Schlöppke - Matthias Tussing
- Wolfgang Oppermann: Querschnitt 1980-87
- Robert Lettner: Disketten
- Anna Oppermann: Pathosgeste.

1988
- VORSATZ 2: Gao Zi Cheng - Ottmar Hörl - Magdalena Jetelowa - Marie-Jo Lafontaine - Wolfgang Luy - Clemens Mitscher - Ernst Mitzka - Björn Nørgaard - C.O. Paeffgen - Lichtschachtinstallation : Claudia Rahayel - Musikperformances : Henning Christiansen, Phil Corner
- Michael Böhmer: Malerei / Lichtschachtinstallation : Constantin Hahm
- 3 X China: Gao Zi Cheng - Wu Shanz Huan - Schröder (Katalog) / Lichtschachtinstallaton: Hilke Czeloth
- Ernst Mitzka: Hygiene des Träumens / Lichtschachtinstallation : Maren Paulat.

1989
- Synthetische Bildwelten (Katalog) : KP Brehmer - Mariola Brillowska - Dagmar Fedderke - Constantin Hahm - Adam Jankowski - Robert Lettner
- Björn Nørgaard: Skulpturen / Lichtschachtinstallation : Clemens Mitscher
- Lichtschachtinstallation : Franca Hörnschemeyer
- Constantin Hahm: Malerei (Katalog) / Lichtschachtinstallation : Claudia Rahayel
- Phil Corner: Wunschkonzert
- Zwischenspiel 3: Hilke Czeloth - Annegret Hohmann - Hans Schümann - Sabine Hartung - Memory - Clemens Mitscher - Gabi Schirrmacher / Lichtschachtinstallation : Dieta Vieg
- KP Brehmer: Trivialgrafik - Aufsteller - Schachteln 1959-70 / Lichtschachtinstallation : Stephan von Huene
- Oswald Oberhuber : Möbelskulpturen, Zeichnungen, Entwürfe / Lichtschachtinstallation : Olaf Rhalwes & Peter Zitzka : Memory
- Carla Tato / Carlo Quartucci : Musikperformance
- Bill Fontana : Klangskulpturen
- Florance Gilleron

1990
- Wolfgang Luy: Skulpturen
- Dagmar Fedderke - Uwe Max Mahlow - Dieter Villinger : Paris/Hamburg
- Arbeiten auf Papier: Oliver Böhm - KP Brehmer - Mariola Brillowska - Jean-Marc Chmielewski - Hilke Czeloth - Dagmar Fedderke - Florance Gilleron - Constantin Hahm - Adam Jankowski - Benita von Laffert - Robert Lettner -Wolfgang Luy - Klaus Mettig - Björn Nørgaard - Oswald Oberhuber - Angelika Oehms - Anna Oppermann - Wolfgang Oppermann - C.O. Paeffgen - *Claudia Rahayel / Lichtschachtinstallation : Doris Schneider
- Ottmar Hörl: Buildings / Lichtschachtinstallation : Achim Wollscheid
- The Readymade Boomerang Print Portfolio / Lichtschachtinstallation : Benita von Laffert
- Klaus Mettig: Bilder aus der unfertigen Zeit.

1991
- Achim Duchow: Malerei, Objekte, Lichtschachtinstallation
- Hilke Czeloth / Lichtschachtinstallation : Elisabeth Hautmann
- Wu Schan Huan : Water Cooking Performance
- Henning Christiansen, Björn Nørgaard : da capo alfine / der Wanderer Skulpturen
- C.O.Paeffgen: Drahtumwicklungen / Lichtschachtinstallation : Signe Theil
- Adam Jankowski: Bilder zur Gegenwart : techno*logic / Lichtschachtinstallation : Christian Terstegge

1992
- Oswald Oberhuber: Zeichnungen
- Benita von Laffert: Objekte / Lichtschachtinstallation : Christoph Bannat
- Wolf D. Wolf: Sex, Crime und Meditation / Lichtschachtinstallation : Susanne Weirich
- The Fax Connection : Böhmler – Brehmer – Dong-Jo Yoo
- Wolfgang Luy: Skulpturen
- Edward Dwurnik : The Way to the East / Lichtschachtinstallation : Daniel Hausig

- 1993
- KP Brehmer: Schamanismus / Lichtschachtinstallation : Bogomir Ecker
- Robert Lettner: Bildwelten 1968-93
- Photosynthese: Claus Böhmler – Achim Duchow - Richard Kriesche – Robert Lettner - Constanze Ruhm - Peter Weibel – Alex Oppermann / Lichtschacht: Rene Magritte
- Sidney Tillim: Imprints & Brushworks 1989-93 / Lichtschachtinstallation : Ying Liang
- ART HAMBURG: Alexander Kosolapov – Edward Dwurnik

1994
- Ottmar Hörl / Lichtschachtinstallation : Ernst Kretzer
- Adam Jankowski: Seerosen, Seestücke, Sourcen und Resourcen (Katalog) / Lichtschachtinstallation : Stella Veciana
- Bendix Harms - Astrid Herrmann - Hendrik Kraven - Sabine Moritz : Hamburg – Düsseldorf – Berlin / Lichtschachtinstallation : Marita Fried
- Alexander Kosolapov / Lichtschachtinstallation : Christoph Irrgang
- Anna Oppermann: Unendliche Bildarchive
- Björn Nørgaard: Skulpturen, Zeichnungen, Lithographien

1995
- 50 Jahre Frieden : Rudolf Bonvie - KP Brehmer - Henning Christiansen - Ursula Reuter Christiansen - Edward Dwurnik - Bogomir Ecker - Bendix Harms - Adam Jankowski - Alexander Kosolapov - Alexander Oppermann - Oliver Raszewski
- C.O. Paeffgen: „?“ Variationen / Lichtschachtinstallation: Kirsten Johannsen
- Daniel Hausig: Lichtobjekte
- Gabriele Basch - Felicitas Franck - Gabriele Konsor - Maren Krusche - Ute Pleuger - T. Claudia Pollmann - Julia Ziegler / 7 Künstlerinnen aus dem Berliner Goldrausch-Projekt vorgestellt von Anne Marie Freybourg
- ART ZÜRICH Stand A6
- Edward Dwurnik: Blue Capital Cities
- ART COLOGNE: Booth 179.

1996
- Rudolf Bonvie: Photographie / Lichtschachtinstallation : Korpys / Löffler
- KP Brehmer: KPs Last Picture Show
- Finale: KP Brehmer - Henning Christiansen - Hilke Czeloth - Achim Duchow - Edward Dwurnik - Bendix Harms – Daniel Hausig - Adam Jankowski - Alexander Kosolapov - Benita von Laffert - Robert Lettner - Wolfgang Luy - Björn Nørgaard - Alex Oppermann - C.O. Paeffgen - Sidney Tillim - Wolf D. Wolf / Stimmperformance : Ute Wassermann